# Jonas Hesselman

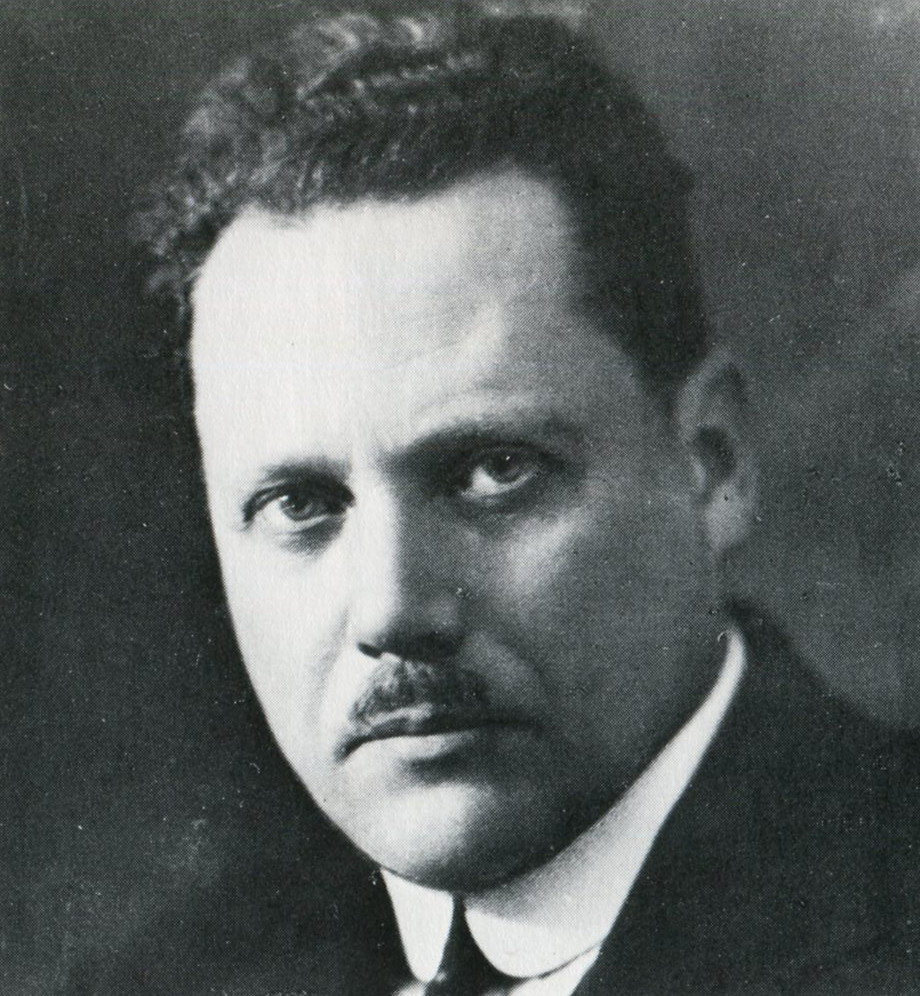
Jonas Hesselman ca. 1920

Jonas Hesselman (9 april 1877 – 20 december 1957), was een Zweeds ingenieur. Hij bouwde de eerste motor met brandstofinjectie en ontstekingssysteem.
Hesselman werkte van 1899 tot 1916 voor A.B. Diesels Motorer, het latere Atlas Diesel dat nu Atlas Copco heet, in Nacka net buiten Stockholm. Vanaf 1901 was hij daar hoofdconstructeur. Hier hij ontwikkelde de motor van Rudolf Diesel verder en verwierf internationaal faam als autoriteit op het gebied van dieselmotoren. 
Een van zijn bekendste uitvindingen was in 1906 de omkeerinrichting. Het was een systeem dat het mogelijk maakte om een dieselmotor van draairichting te doen veranderen. Het ontwerp was de eerste in zijn soort en maakte dat dieselmotoren te gebruiken waren voor de voortstuwing van schepen.
In 1916 begon Hesselman een eigen ontwerpbureau en in 1925 presenteerde hij de Hesselmanmotor, een tussenvorm van een Ottomotor en een dieselmotor. Deze motor werd gebruikt in autobussen en zware vrachtauto's in de jaren 1920 en 1930. De Hesselmanmotor had een ontstekingssysteem met benzine, en kon vervolgens lopen op kerosine of dieselolie.
Hesselman ontwierp ook elektrische componenten voor voertuigen, waaronder de motor die de basis vormde voor het bedrijf Hesselman Elhydraulik, nu Haldex Hydraulics. In 1970 ontwikkelde dit bedrijf de hydraulische motor die als prototype gezien kan worden voor de aandrijving voor de hedendaagse elektrohydraulische laadklep van vrachtauto’s.
In 1929 werd de ingenieur bekroond met een gouden medaille door de Zweedse Ingenjörsvetenskapsakademiens, en in 1934 werd hij verkozen tot lid van de Koninklijke Zweedse Academie voor Wetenschappen.